# Pseudowhiteleggia typica
Pseudowhiteleggia typica är en kräftdjursart som beskrevs av Lang 1970. Pseudowhiteleggia typica ingår i släktet Pseudowhiteleggia och familjen Whiteleggiidae. Inga underarter finns listade i Catalogue of Life.